# Lufupa
Der Lufupa ist ein Fluss in Sambia.

## Verlauf
Der Lufupa ist ein rechter Nebenfluss des Kafue. Er entspringt etwa 10 km südwestlich von Kawana und ist etwa 230 Kilometer lang. Er verläuft zunächst in südwestliche Richtung und durchfließt dabei die Stadt Kasempa. Knapp nach der Hälfte seines Weges schwenkt er nach Südosten. Anschließend fließt er durch die Busangasümpfe. Seine Mündung liegt oberhalb des Itezhitezhi-Dammes im Kafue-Nationalpark.
Sein Lauf zieht sich durch tierreiche Miombowälder. Die Ufer im Nationalpark sind ein beliebtes Touristenziel. Sie sind mit Camps mit Lodges gut erschlossen.

## Hydrometrie
Die Abflussmenge des Lufupa wurde am Pegel Below Kasempa, am Oberlauf des Flusses, in m³/s gemessen.